# Zamostea, Vijnița
Zamostea (în ucraineană Замостя, transliterat: Zamostea și în germană Zamostie) este un sat reședință de comună în raionul Vijnița din regiunea Cernăuți (Ucraina). Are 2,106 locuitori, preponderent ucraineni (ruteni).
Satul este situat la o altitudine de 265 metri, în partea de nord-est a raionului Vijnița, în apropiere de orașul Vășcăuți.

## Istorie
Localitatea Zamostea a făcut parte încă de la înființare din regiunea istorică Bucovina a Principatului Moldovei. 
După cum afirmă cronicarul moldovean Ion Neculce (1672-1745) în lucrarea sa O samă de cuvinte: Când au aședzat pace Ștefan-vodă cel Bun cu leșii, fiind Ion Tăutul logofăt mare, l-au trimis sol la leși. Și au dăruit craiul leșescu Tăutului aceste sate la margine: Câmpul Lungu rusescu, Putila, Răstoaceli, Vijnița, Ispasul, Milie, Vilavce, Carapciul, Zamostie, Vascăuții, Voloca. Toate acestea le-au dăruit craiul leșescu Tăutului logofătului. Și au pus hotar apa Cirimușul, întru o duminică dimineața. 
În anul 1723 a fost ctitorit aici un schit de călugări de către starostele Dumitru Pară din Cernăuți, în perioada stăpânirii moldovenești (sec. XVII-XVIII). Cu ocazia recensământului realizat de generalul Spleny în 1776, pe teritoriul anexat atunci la Austria, s-a consemnat că Schitul Zamostea deținea 1/3 din satul Zamostea, un teren în
jurul schitului și 3 livezi în Bilauca, arendate lui Gafencu pe 3 ani . La acea dată, viețuiau acolo 6 călugări. 
În ianuarie 1775, ca urmare a atitudinii de neutralitate pe care a avut-o în timpul conflictului militar dintre Turcia și Rusia (1768-1774), Imperiul Habsburgic (Austria de astăzi) a primit o parte din teritoriul Moldovei, teritoriu cunoscut sub denumirea de Bucovina. După anexarea Bucovinei de către Imperiul Habsburgic în anul 1775, localitatea Zamostea a făcut parte din Ducatul Bucovinei, guvernat de către austrieci, făcând parte din districtul Vășcăuți (în germană Waschkoutz). 
Autoritățile habsburgice au desființat Schitul Zamostea în baza Ordonanței Imperiale din 19 iunie 1783 a împăratului Iosif al II-lea (1780-1790), trecând toate pământurile și fondurile administrate de Episcopia Rădăuților "sub povățuirea stăpânirii împărătești și a crăieștii măriri" . În anul 1811, satul Zamostea și o parte din moșia Bănila au fost vândute lui Andrei Gafencu cu 70.350 florini.
După Unirea Bucovinei cu România la 28 noiembrie 1918, satul Zamostea a făcut parte din componența României, în Plasa Ceremușului a județului Storojineț. Pe atunci, majoritatea populației era formată din ucraineni.
Ca urmare a Pactului Ribbentrop-Molotov (1939), Bucovina de Nord a fost anexată de către URSS la 28 iunie 1940, reintrând în componența României în perioada 1941-1944. Apoi, Bucovina de Nord a fost reocupată de către URSS în anul 1944 și integrată în componența RSS Ucrainene. 
Începând din anul 1991, satul Zamostea face parte din raionul Vijnița al regiunii Cernăuți din cadrul Ucrainei independente. Conform recensământului din 1989, numărul locuitorilor care s-au declarat români plus moldoveni era de 3 (1+2), adică 0,14% din populația localității . În prezent, satul are 2.106 locuitori, preponderent ucraineni.

## Demografie
Componența lingvistică a comunei Zamostea
     Ucraineană (99,62%)
     Alte limbi (0,37%)
Conform recensământului din 2001, majoritatea populației comunei Zamostea era vorbitoare de ucraineană (99,62%), existând în minoritate și vorbitori de alte limbi.
1930: 1.945 (recensământ)
1989: 2.151 (recensământ)
2007: 2.106 (estimare)

### Recensământul din 1930
Componența etnică a comunei Zamostea (județul Storojineț)
     Români (2,57%)
     Evrei (6,63%)
     Ruteni (79,94%)
     Polonezi (0,85%)
     Ruși (10,01%)
Componența confesională a comunei Zamostea
     Ortodocși (87,86%)
     Romano-catolici (0,78%)
     Mozaici (6,63%)
     Greco-catolici (4,73%)
Conform recensământului efectuat în 1930, populația comunei Zamostea se ridica la 1.945 locuitori. Majoritatea locuitorilor erau ruteni (79,94%), cu o minoritate de români (2,57%), una de evrei (6,63%), una de ruși (10,01%) și una de polonezi (0,85%). Din punct de vedere confesional, majoritatea locuitorilor erau ortodocși (87,86%), dar existau și romano-catolici (0,78%), mozaici (6,63%) și greco-catolici (4,73%).

## Obiective turistice
- Biserica Pokrovka - construită în anul 1902, pe cheltuiala lui Andrei Gafencu [7]